# Nazar (Navarra)
Nazar ist ein nordspanisches Dorf und eine Gemeinde (municipio) mit 43 Einwohnern (Stand: 2024) im Süden der Autonomen Gemeinschaft Navarra.

## Lage und Klima
Nazar liegt gut 55 km (Fahrtstrecke) westsüdwestlich von Pamplona bzw. ca. 20 Kilometer nordnordöstlich von Logroño in einer Höhe von ca. 615 m. Das Klima ist gemäßigt bis warm; Regen (830 mm/Jahr) fällt überwiegend im Winterhalbjahr.

## Bevölkerungsentwicklung
| Jahr      | 1970 | 1981 | 1991 | 2001 | 2011 | 2021 |
| Einwohner | 94   | 67   | 53   | 56   | 52   | 36   |

## Sehenswürdigkeiten

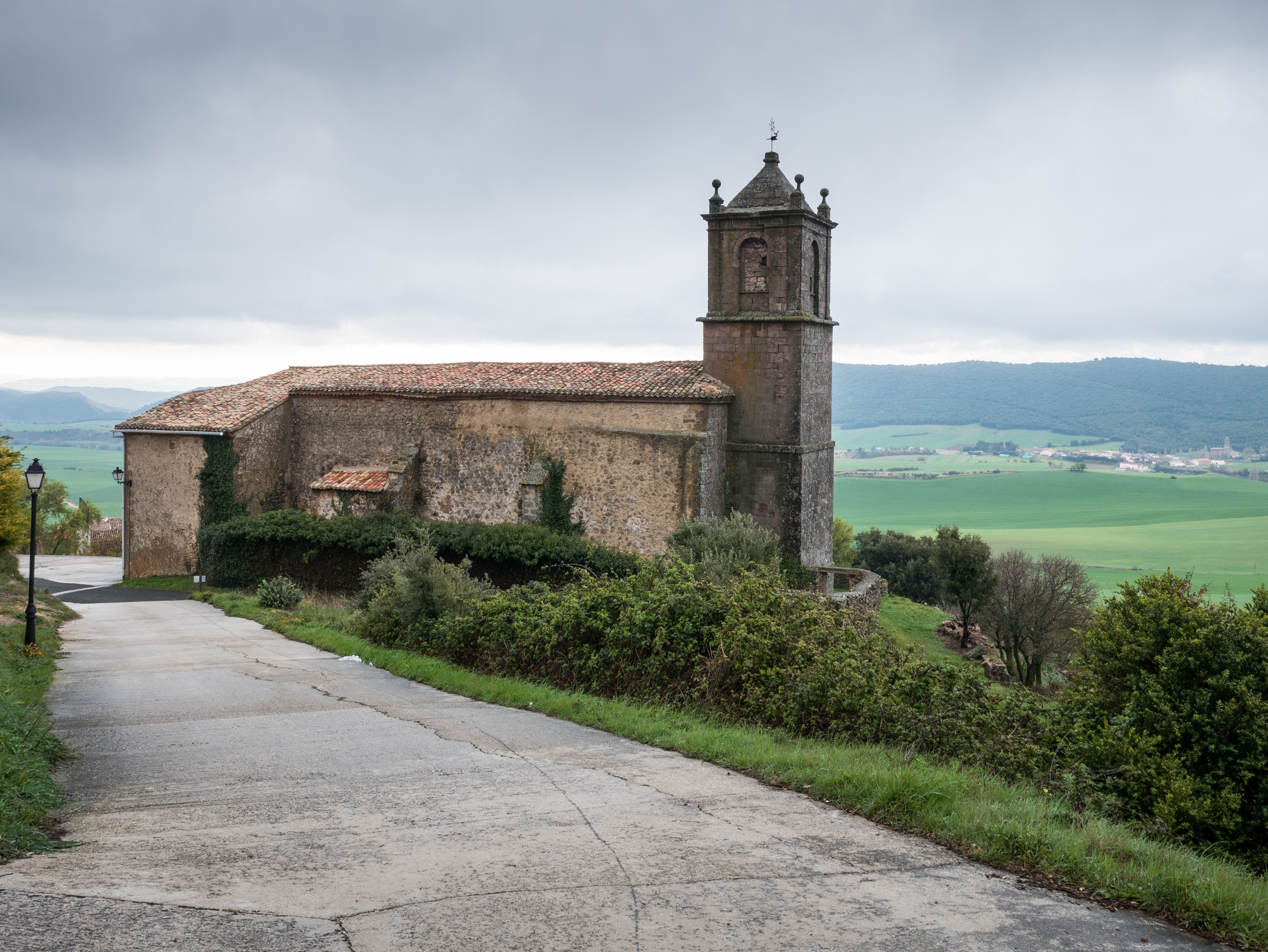
Peterskirche
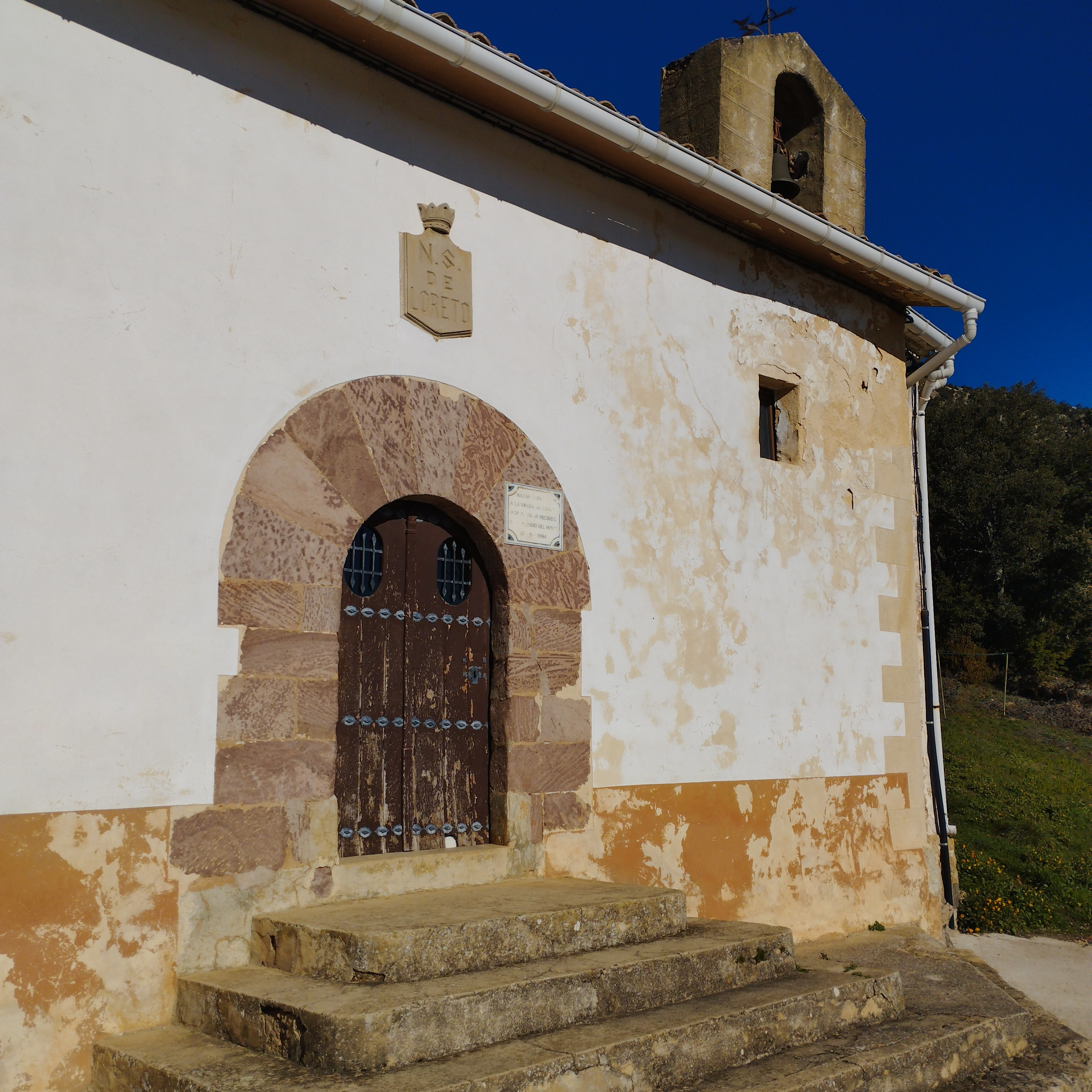
Marienkapelle
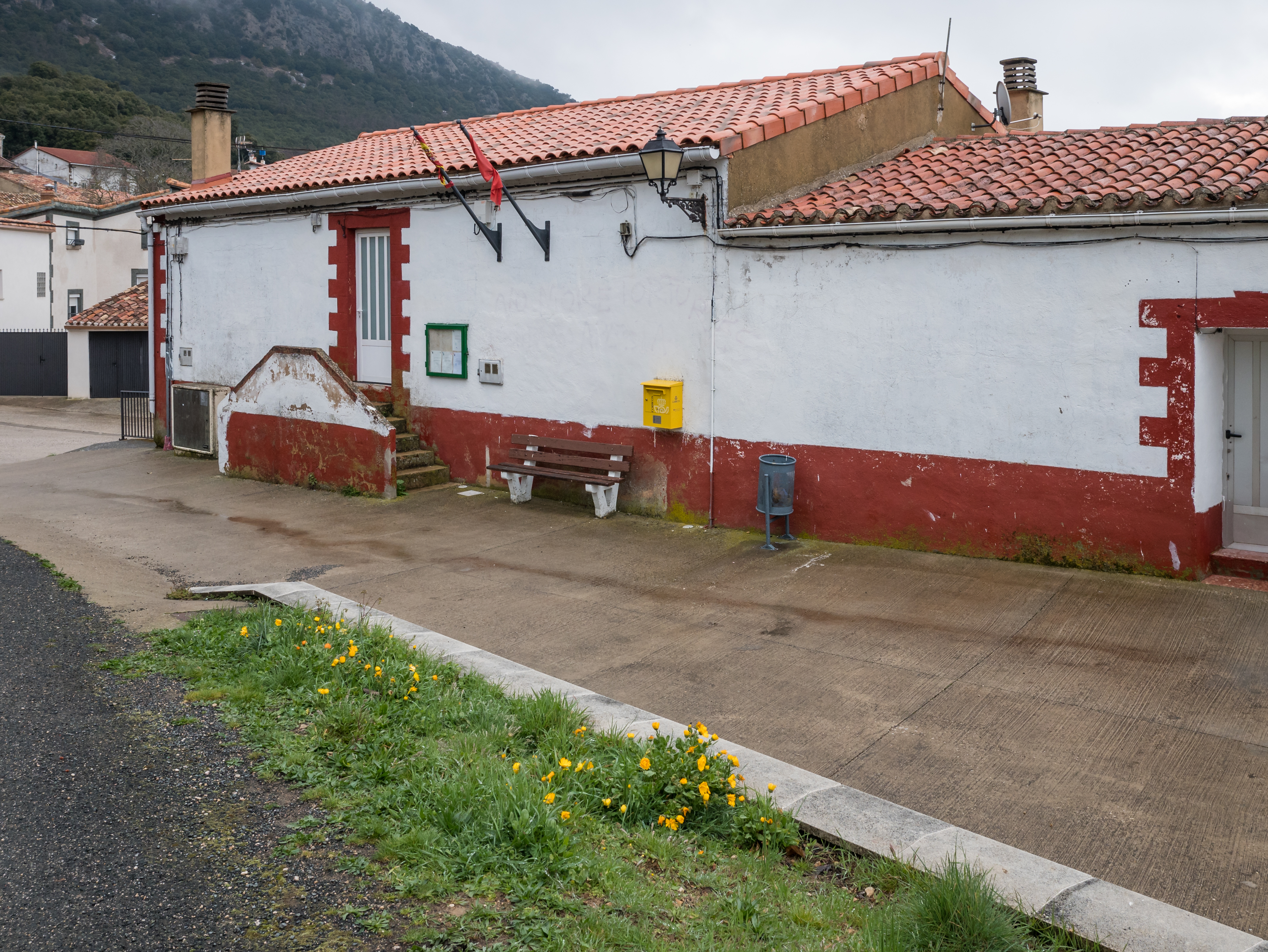
Rathaus

- Peterskirche
- Marienkapelle
- Rathaus